# 20 dniv u Mariupoli
20 dniv u Mariupoli é um documentário ucraniano de 2023 dirigido por Mstyslav Chernov. O filme conta a história dos vinte dias que Chernov passou com seus colegas no cerco de Mariupol depois da invasão da Ucrânia pela Rússia. Chernov compilou imagens que coletou em Mariupol junto com a equipe da Frontline e da Associated Press (AP). O filme estreou em 20 de janeiro no Festival de Sundance 2023, onde ganhou o Sundance World Cinema Documentary Competition. Foi selecionado como uma das cinco inscrições ucranianas para o Oscar de melhor filme internacional na edição de 2024. Recebeu elogios da crítica e foi eleito um dos cinco melhores documentários de 2023 pelo National Board of Review.

## Sinopse
O filme documenta os vinte dias que Chernov passou com os seus colegas durante o cerco de Mariupol em 2022. À medida que a invasão russa começa, a equipa de jornalistas ucranianos fica presa na cidade sitiada e luta para continuar o seu trabalho de documentação da guerra.

## Lançamento
A Dogwoof, empresa de distribuição de documentários com sede no Reino Unido, supervisionou os direitos de vendas internacionais e administrou todas as vendas mundiais, exceto a América do Norte, onde a PBS Distribution adquiriu os direitos.
O filme foi lançado em cinemas selecionados nos Estados Unidos em 14 de julho. Na Ucrânia, a divulgação pública começou em 31 de agosto. As exibições de pré-estreia ocorreram em Kiev (festival Bouquet Kyiv Stage 2023) e em Lviv (ONG "Lviv Media Forum"). No primeiro fim de semana de setembro de 2023, o filme arrecadou mais de 530.000 грн nas bilheterias ucranianas, tornando-se o documentário ucraniano de maior bilheteria da história.

## Recepção
No agregador de críticas Rotten Tomatoes, o filme detém um índice de aprovação de 100% com base em 55 críticas, com uma classificação média de 8,8/10. O consenso dos críticos do site diz: "20 dniv u Mariupoli oferece uma visão cansativa, mas vital, do impacto devastador da guerra." No Metacritic, o filme tem uma pontuação média ponderada de 84 em 100 com base em dezoito críticas, indicando "aclamação universal".
Dennis Harvey, da Variety, escreveu que "Esta é uma visão sombria, mas essencial" e que "este filme de não ficção pode não ter um arco narrativo simples, mas a narração despretensiosa em primeira pessoa do diretor e a intensidade das evidências de crimes de guerra compiladas tornam fascinante apesar disso." Frank Scheck, do The Hollywood Reporter, escreveu que 20 dniv u Mariupoli "é um exemplo particularmente envolvente do gênero, narrando o cerco de semanas à cidade titular da Ucrânia pelas forças russas [...] O que transparece de forma mais vívida, outro do que a tragédia humana em exibição, é a importância vital dos correspondentes de guerra e a coragem e engenhosidade que eles devem possuir para trabalhar sob tais condições de risco de vida." Randy Myers, do The Mercury News, deu ao filme 3,5/4 estrelas, chamando-o de "uma peça de jornalismo sombria e essencial" e "um relato envolvente de jornalistas ucranianos da AP que passaram quase três semanas incorporados em uma cidade portuária que foi alvo da Rússia e atacado impiedosamente."
Matt Zoller Seitz, do RogerEbert.com, deu ao filme três e meia de quatro estrelas, afirmando que "Ele entra em uma pequena lista de grandes documentários que o espectador nunca mais vai querer assistir.... Este é um despacho do inferno na terra. A natureza fragmentada, caótica e imprecisa disso é uma revelação."

### Controvérsia de exibição
Em outubro, o filme seria exibido no festival Beldocs da Sérvia, no Centro Cultural Lazarevac, nos subúrbios de Belgrado. Em 10 de outubro, o Partido Radical Sérvio, ultranacionalista de extrema direita, apelou ao cancelamento da exibição do "filme de propaganda antirrussa do regime de Kiev", que é "uma tentativa do Ocidente de mudar a atitude do povo sérvio em direção à Rússia fraterna". No dia 12 de outubro, a administração do festival cancelou a exibição, sublinhando que "Beldocs não está por trás desta decisão e não participou nela".